# Nancy Fiddler
Nancy Ingersoll Fiddler (né le 21 février 1956 à Schenectady, l'État de New York) est une ancienne fondeuse américaine.